# Suricata (género)
Suricata es un género de mamíferos carnívoros perteneciente a la familia Herpestidae. Incluye a la especie viviente suricata (Suricata suricatta) y a la especie extinta Suricata major.

## Especies
Contiene las siguientes especies:
- Suricata suricatta (Schreber, 1776) – suricata o suricato
- † Suricata major (Werdelin & Peigné, 2010) – especie extinta